# Adelmo Ponzoni
Adelmo Ponzoni (Moglia, 17 aprile 1932 – Modena, 29 marzo 2008) è stato un calciatore italiano, di ruolo centrocampista.

## Carriera
Ha vestito la maglia del Modena per nove stagioni per un totale di 208 partite e 28 reti in campionato. Ha giocato con i canarini in Serie B ininterrottamente dal 1951 al 1960, anno  della retrocessione degli emiliani in Serie C nonostante il suo record personale di reti in una stagione (8)
Nella stagione 1960-1961 ha vestito la maglia del Catanzaro in Serie B disputando 31 partite. Successivamente si è trasferito al Como giocando per altri due anni in Serie B. Dopo 11 stagioni consecutive in cadetteria (dove ha totalizzato complessivamente 300 presenze e 35 reti) è sceso in serie D chiudendo la carriera nel Moglia, formazione della sua città natale.